# مطار كبير
مطار كبير هو مهبط طائرات يخدم بلدة أونيانقا، وهي بلدة في منطقة إقليم إنيدي الغربية في شمال تشاد.

## مرافق
يقع المطار على ارتفاع 418 متر (1,371 قدم) فوق مستوى سطح البحر. له مدرج واحد حُدّد في 04/22 بسطح رملي تبلغ مساحته 1,320 by 20 متر (4,331 قدم × 66 قدم) × 1,320 by 20 متر (4,331 قدم × 66 قدم).